# Ipersfera

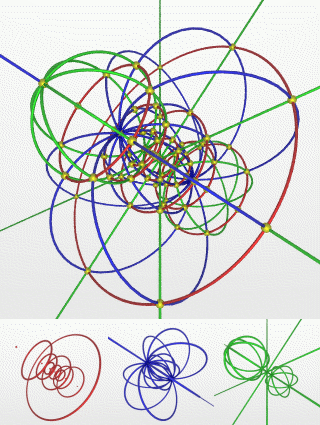
Proiezione stereografica dei paralleli (rosso), meridiani (blu) e ipermeridiani (verde) di una ipersfera. Grazie alla proprietà conforme della proiezione stereografica, i tre tipi di curva si intersecano in modo ortogonale fra di loro (nei punti gialli), come succede in 4 dimensioni. Tutte le curve succitate sono circonferenze: quelle che passano per il centro di proiezione <0,0,0,1> hanno raggio infinito (sono linee rette).

In matematica, e in particolare in geometria, una ipersfera è l'analogo di una sfera in più di tre dimensioni. Una ipersfera di raggio {\displaystyle r} nello spazio euclideo {\displaystyle n}-dimensionale consiste di tutti i punti che hanno distanza {\displaystyle r} da un dato punto fissato {\displaystyle P}, chiamato centro dell'ipersfera
{\displaystyle S_{n}=\left\{x\in \mathbb {R} ^{n}:\left\|x-P\right\|=r\right\}}
e rappresenta quindi un'ipersuperficie, ossia una varietà {\displaystyle (n-1)}-dimensionale immersa nello spazio {\displaystyle n}-dimensionale. Per tale motivo, su alcuni testi, in particolare in topologia, viene indicata con {\displaystyle S_{n-1}} invece che {\displaystyle S_{n}}. In questo articolo, sarà indicata con {\displaystyle S_{n}}, per rendere più chiare alcune relazioni matematiche. Tuttavia, accenneremo alla notazione utilizzata in topologia nell'ultimo paragrafo.
Nello spazio euclideo, l'ipersfera {\displaystyle S_{n}} è la frontiera della palla {\displaystyle n}-dimensionale chiusa, che è l'insieme di tutti i punti che hanno distanza minore o uguale a {\displaystyle r} da un dato punto {\displaystyle P}
{\displaystyle {\overline {V}}_{n}=\left\{x\in \mathbb {R} ^{n}:\left\|x-P\right\|\leqslant r\right\},}
e racchiude la palla {\displaystyle n}-dimensionale aperta, che è l'insieme di tutti i punti che hanno distanza minore di {\displaystyle r} da un dato punto {\displaystyle P}
{\displaystyle V_{n}=\left\{x\in \mathbb {R} ^{n}:\left\|x-P\right\|<r\right\}.}
Per esempio:
- nello spazio euclideo 1-dimensionale, ossia la retta, {\displaystyle S_{1}} è una coppia di punti che delimita {\displaystyle V_{1}} che è un segmento;
- nello spazio euclideo 2-dimensionale, ossia il piano, {\displaystyle S_{2}} è una circonferenza che delimita {\displaystyle V_{2}} che è un cerchio;
- nello spazio euclideo 3-dimensionale, {\displaystyle S_{3}} è una superficie sferica ordinaria che delimita {\displaystyle V_{3}} che è l'interno della sfera.

## Rappresentazione di un'ipersfera
In coordinate cartesiane {\displaystyle \left(x_{1},x_{2},\ldots ,x_{n}\right)}, l'equazione 
{\displaystyle \left\|x-P\right\|=r}
di un'ipersfera di centro {\displaystyle P=\left(p_{1},p_{2},\ldots ,p_{n}\right)} e raggio {\displaystyle r} si scrive
{\displaystyle (x_{1}-p_{1})^{2}+(x_{2}-p_{2})^{2}+\cdots +(x_{n}-p_{n})^{2}=r^{2}}
Un'ipersfera di raggio {\displaystyle r} e centro {\displaystyle P} può essere anche rappresentata in forma parametrica mediante le seguenti equazioni:
{\displaystyle {\begin{aligned}x_{1}&=p_{1}+r\cos(\phi _{1})\\x_{2}&=p_{2}+r\sin(\phi _{1})\cos(\phi _{2})\\x_{3}&=p_{3}+r\sin(\phi _{1})\sin(\phi _{2})\cos(\phi _{3})\\\vdots \\x_{n-1}&=p_{n-1}+r\sin(\phi _{1})\cdots \sin(\phi _{n-2})\cos(\phi _{n-1})\\x_{n}&=p_{n}+r\sin(\phi _{1})\cdots \sin(\phi _{n-2})\sin(\phi _{n-1})\end{aligned}}}
dove l'ultima variabile angolare {\displaystyle \phi _{n-1}} varia in un intervallo di ampiezza {\displaystyle 2\pi } mentre le altre variano un intervallo di ampiezza {\displaystyle \pi }.

## Coordinate ipersferiche
Strettamente correlata alla rappresentazione parametrica di un'ipersfera, c'è la definizione di coordinate ipersferiche.
In uno spazio euclideo {\displaystyle n}-dimensionale, oltre alle coordinate cartesiane, possiamo definire un sistema di coordinate analogo al sistema delle coordinate sferiche definito per lo spazio euclideo {\displaystyle 3}-dimensionale, nel quale le coordinate consistono in una coordinata radiale {\displaystyle r}, ed {\displaystyle n-1} coordinate angolari {\displaystyle \phi _{1},\phi _{2},\ldots ,\phi _{n-1}}. Se {\displaystyle x_{i}} sono le coordinate cartesiane, allora possiamo definire
{\displaystyle {\begin{aligned}x_{1}&=r\cos(\phi _{1})\\x_{2}&=r\sin(\phi _{1})\cos(\phi _{2})\\x_{3}&=r\sin(\phi _{1})\sin(\phi _{2})\cos(\phi _{3})\\\vdots \\x_{i}&=r\prod _{t=1}^{i-1}\sin(\phi _{t})\cos(\phi _{i})\quad {\text{con}}\quad 2\leq i\leq n-1\\\vdots \\x_{n-1}&=r\sin(\phi _{1})\cdots \sin(\phi _{n-2})\cos(\phi _{n-1})\\x_{n}&=r\sin(\phi _{1})\cdots \sin(\phi _{n-2})\sin(\phi _{n-1})=r\prod _{t=1}^{n-1}\sin(\phi _{t})\end{aligned}}}
Come abbiamo visto in precedenza, queste equazioni forniscono anche la rappresentazione parametrica di un'ipersfera, se fissiamo la coordinata radiale {\displaystyle r} che corrisponderà al raggio dell'ipersfera rappresentata, supponendo che essa sia centrata nell'origine.
Da esse si possono ottenere le seguenti trasformazioni inverse:
{\displaystyle {\begin{aligned}\tan(\phi _{n-1})&={\frac {x_{n}}{x_{n-1}}}\\\tan(\phi _{n-2})&={\frac {\sqrt {{x_{n}}^{2}+{x_{n-1}}^{2}}}{x_{n-2}}}\\\vdots \\\tan(\phi _{1})&={\frac {\sqrt {{x_{n}}^{2}+{x_{n-1}}^{2}+\cdots +{x_{2}}^{2}}}{x_{1}}}\end{aligned}}}
Si noti che l'ultimo angolo {\displaystyle \phi _{n-1}} varia in un intervallo di ampiezza {\displaystyle 2\pi } mentre gli altri angoli variano in un intervallo di ampiezza {\displaystyle \pi }. Questo intervallo copre l'intera ipersfera.
L'elemento di ipervolume nello spazio euclideo {\displaystyle n}-dimensionale si ottiene dallo Jacobiano della trasformazione:
{\displaystyle {\begin{aligned}d_{\mathbb {R} ^{n}}V_{n}&=\left|\det {\frac {\partial (x_{i})}{\partial (r,\phi _{j})}}\right|dr\,d\phi _{1}\,d\phi _{2}\ldots d\phi _{n-1}\\&=r^{n-1}\sin ^{n-2}(\phi _{1})\sin ^{n-3}(\phi _{2})\cdots \sin(\phi _{n-2})\,dr\,d\phi _{1}\,d\phi _{2}\cdots d\phi _{n-1}\end{aligned}}}
e l'equazione per l'ipervolume dell'ipersfera può essere ottenuta tramite la seguente integrazione:
{\displaystyle V_{n}=\int _{r=0}^{R}\int _{\phi _{1}=0}^{\pi }\cdots \int _{\phi _{n-2}=0}^{\pi }\int _{\phi _{n-1}=0}^{2\pi }d_{\mathbb {R} ^{n}}V_{n}.}
L'elemento di ipersuperficie {\displaystyle (n-1)}-dimensionale dell'ipersfera, che generalizza l'elemento d'area della superficie sferica {\displaystyle 2}-dimensionale nello spazio {\displaystyle 3}-dimensionale, è dato da:
{\displaystyle d_{S_{n}}V_{n-1}=r^{n-1}\sin ^{n-2}(\phi _{1})\sin ^{n-3}(\phi _{2})\cdots \sin(\phi _{n-2})\,d\phi _{1}\,d\phi _{2}\ldots d\phi _{n-1}}
e si ha 
{\displaystyle d_{\mathbb {R} ^{n}}V_{n}=dr\ d_{S_{n}}V_{n-1}.}

## Ipervolume e ipersuperficie
Quando si parla di "volume", o più propriamente di ipervolume, di una ipersfera {\displaystyle S_{n}}, in realtà ci si riferisce alla misura {\displaystyle n}-dimensionale della corrispondente palla {\displaystyle V_{n}}. Invece, quando si parla di "area superficiale", o più propriamente di misura ipersuperficiale, di una ipersfera {\displaystyle S_{n}}, ci si riferisce alla sua misura {\displaystyle (n-1)}-dimensionale. Come misura, solitamente, si considera la misura di Lebesgue.
Chiarito ciò, si dimostra che l'ipervolume dell'ipersfera è dato da:
{\displaystyle V_{n}(r)={\frac {\pi ^{n/2}}{\Gamma ({\frac {n}{2}}+1)}}r^{n},}
dove {\displaystyle \Gamma } denota la funzione Gamma.
Invece la misura ipersuperficiale dell'ipersfera è data da:
{\displaystyle S_{n}(r)={\frac {2\pi ^{\frac {n}{2}}}{\Gamma ({\frac {n}{2}})}}r^{n-1}.}
A questo punto, una volta dimostrate queste espressioni, dalle proprietà della funzione Gamma, si evince che:
{\displaystyle V_{n}(r)={\frac {\pi ^{n/2}}{\Gamma ({\frac {n}{2}}+1)}}r^{n}={\begin{cases}{\frac {\pi ^{\frac {n}{2}}r^{n}}{\left({\frac {n}{2}}\right)!}},&{\mbox{per }}n{\text{ pari}}\\{\frac {2^{\frac {n+1}{2}}\pi ^{\frac {n-1}{2}}r^{n}}{1\cdot 3\cdot \dots \cdot n}},&{\mbox{per }}n{\text{ dispari}}\end{cases}}}
{\displaystyle S_{n}(r)={\frac {2\pi ^{n/2}}{\Gamma ({\frac {n}{2}})}}r^{n-1}={\begin{cases}{\frac {\pi ^{\frac {n}{2}}r^{n-1}}{{\frac {1}{2}}\cdot \left({\frac {n}{2}}-1\right)!}},&{\mbox{per }}n{\text{ pari}}\\{\frac {2^{\frac {n+1}{2}}\pi ^{\frac {n-1}{2}}r^{n-1}}{1\cdot 3\cdot \dots \cdot (n-2)}},&{\mbox{per }}n{\text{ dispari}}\end{cases}}}
(Quest'ultima formula deve essere modificata se si adopera la notazione utilizzata in topologia, vedi più avanti.)

### Dimostrazione

#### Calcolo della misura ipersuperficiale
Osserviamo che risulta
{\displaystyle \int _{R^{n}}e^{-{x_{1}}^{2}-{x_{2}}^{2}-\cdots -{x_{n}}^{2}}dx_{1}dx_{2}\cdots dx_{n}=\left(\int _{-\infty }^{+\infty }e^{-{x_{1}}^{2}}dx_{1}\right)\left(\int _{-\infty }^{+\infty }e^{-{x_{2}}^{2}}dx_{2}\right)\cdots \left(\int _{-\infty }^{+\infty }e^{-{x_{n}}^{2}}dx_{n}\right)=\pi ^{\frac {n}{2}}}
poiché si tratta del prodotto di n integrali di Gauss.
D'altra parte, ricordando l'equazione dell'ipersfera in coordinate cartesiane, se l'ipersfera è centrata nell'origine il suo raggio è dato da
{\displaystyle r={\sqrt {{x_{1}}^{2}+{x_{2}}^{2}+\cdots +{x_{n}}^{2}}}}
e, inoltre, l'integrale esteso a tutto lo spazio {\displaystyle \mathbb {R} ^{n}} può essere scritto come l'integrale ottenuto sommando tutti i contributi che si hanno nelle corone ipersferiche di spessore infinitesimo {\displaystyle dr} centrate nell'origine, cioè
{\displaystyle \int _{R^{n}}e^{-{x_{1}}^{2}-{x_{2}}^{2}-\cdots -{x_{n}}^{2}}dx_{1}dx_{2}\cdots dx_{n}=\int _{0}^{+\infty }e^{-r^{2}}S_{n}(r)dr}
Dalle due identità, otteniamo
{\displaystyle \int _{0}^{+\infty }e^{-r^{2}}S_{n}(r)dr=\pi ^{\frac {n}{2}}}
Notiamo adesso che la misura dell'ipersuperficie di un'ipersfera di raggio r è in relazione con la misura dell'ipersuperficie di un'ipersfera di raggio unitario nel seguente modo:
{\displaystyle S_{n}(r)=S_{n}(1)r^{n-1}}
Allora dall'identità precedente abbiamo
{\displaystyle \pi ^{\frac {n}{2}}=S_{n}(1)\int _{0}^{+\infty }e^{-r^{2}}r^{n-1}dr}
In questo integrale, operiamo la sostituzione
{\displaystyle r={\sqrt {t}}}
da cui
{\displaystyle dr={\frac {1}{2{\sqrt {t}}}}dt}
Così facendo, otteniamo
{\displaystyle \pi ^{\frac {n}{2}}=S_{n}(1)\int _{0}^{+\infty }e^{-t}\left({\sqrt {t}}\right)^{n-1}{\frac {1}{2{\sqrt {t}}}}dt={\frac {1}{2}}S_{n}(1)\int _{0}^{+\infty }e^{-t}\left({\sqrt {t}}\right)^{n-2}dt={\frac {1}{2}}S_{n}(1)\int _{0}^{+\infty }e^{-t}t^{{\frac {n}{2}}-1}dt}
Nell'ultimo integrale si riconosce facilmente la definizione della funzione Gamma, quindi si ha
{\displaystyle \pi ^{\frac {n}{2}}={\frac {1}{2}}S_{n}(1)\cdot \Gamma \left({\frac {n}{2}}\right)}
ossia
{\displaystyle S_{n}(1)={\frac {2\pi ^{\frac {n}{2}}}{\Gamma ({\frac {n}{2}})}}}
da cui
{\displaystyle S_{n}(r)={\frac {2\pi ^{\frac {n}{2}}}{\Gamma ({\frac {n}{2}})}}r^{n-1}.}

#### Relazione tra ipervolume e misura ipersuperficiale
È facile comprendere che l'ipervolume {\displaystyle n}-dimensionale di un'ipersfera, come funzione {\displaystyle V_{n}(r)} del raggio {\displaystyle r}, è una primitiva della misura {\displaystyle (n-1)}-dimensionale {\displaystyle S_{n}(r)} dell'ipersuperficie. Infatti l'ipervolume può essere scritto come l'integrale ottenuto sommando tutti i contributi dati dagli ipervolumi delle corone ipersferiche di spessore infinitesimo {\displaystyle dr} centrate nell'origine, cioè
{\displaystyle V_{n}(r)=\int _{V_{n}}dx_{1}dx_{2}\cdots dx_{n}=\int _{0}^{r}S_{n}(r')dr'}
Alternativamente, ciò si ottiene anche dalla formula di Minkowski-Steiner, in virtù della quale risulta
{\displaystyle S_{n}(r)={\frac {d}{dr}}V_{n}(r)}
Dunque
{\displaystyle V_{n}(r)=\int _{0}^{r}{\frac {2\pi ^{\frac {n}{2}}}{\Gamma ({\frac {n}{2}})}}{\left(r'\right)}^{n-1}dr'={\frac {2\pi ^{\frac {n}{2}}}{n\Gamma ({\frac {n}{2}})}}r^{n}={\frac {\pi ^{\frac {n}{2}}}{{\frac {n}{2}}\Gamma ({\frac {n}{2}})}}r^{n}={\frac {\pi ^{\frac {n}{2}}}{\Gamma ({\frac {n}{2}}+1)}}r^{n}.}

#### Metodo alternativo di calcolo dell'ipervolume
Allo stesso risultato si può addivenire con tecniche classiche molto utili per imparare a ragionare in spazi n-dimensionali ed a sporcarsi le mani con integrali e manipolazioni.
Prendiamo in considerazione una ipersfera in {\displaystyle I\!\!R^{n}}centrata nell'origine di raggio {\displaystyle r} ed uno degli assi che identifichiamo con {\displaystyle x}.
Per ogni punto di tale asse compreso nell'intervallo {\displaystyle [-r,r]\subset I\!\!R} facciamo passare un iperpiano perpendicolare ad {\displaystyle x}. 
L'intersezione di questo iperpiano con la nostra ipersfera è un ipercerchio, cioè un ipersfera di dimensione {\displaystyle n-1}, il cui raggio è {\displaystyle {\sqrt {r^{2}-x^{2}\,}}}.
Possiamo, dunque, scrivere il volume della ipersfera come l'integrale da {\displaystyle -r} ad {\displaystyle r} della misura dell'ipercerchio.
Da questo integrale ricaviamo una relazione tra {\displaystyle V_{n}(1)} e {\displaystyle V_{n-1}(0)}; essendo noto da semplici considerazioni {\displaystyle V_{1}(0)} determiniamo tutti gli altri
{\displaystyle V_{n}(1)={\,V_{n}(r)\, \over r^{n}}={1 \over \,r^{n}\,}\int _{-r}^{r}{V_{n-1}\left({\sqrt {r^{2}-x^{2}\,}}\right)}dx={1 \over \,r^{n}\,}\int _{-r}^{r}{V_{n-1}(1)\,\left[{\sqrt {r^{2}-x^{2}\,}}\right]^{n-1}}dx={\,V_{n-1}(1)\, \over r^{n}}\int _{-r}^{r}r^{n-1}\left[{\sqrt {1-\left({x \over \,r\,}\right)^{2}\,}}\right]^{n-1}dx}
operiamo la sostituzione {\displaystyle \quad x=r\,\operatorname {sen}(\vartheta )\quad \Rightarrow \quad dx=r\,\cos(\vartheta )d\vartheta }
{\displaystyle V_{n}(1)={\,V_{n-1}(1)\, \over r^{n}}\int _{-\pi  \over 2}^{\pi  \over 2}r^{n-1}\left[{\sqrt {1-\operatorname {sen} ^{2}(\vartheta )}}\right]^{n-1}r\,\cos(\vartheta )\,d\vartheta =V_{n-1}(1)\int _{-\pi  \over 2}^{\pi  \over 2}\cos ^{n}(\vartheta )\,d\vartheta =C_{n}\,V_{n-1}(1)}
avendo definito {\displaystyle C_{n}=\int _{-\pi  \over 2}^{\pi  \over 2}\cos ^{n}(\vartheta )\,d\vartheta =\,...\,={\,(n-1)!!\, \over n!!}\,\sigma _{n}\qquad {\text{e}}\qquad \sigma _{n}={\begin{cases}\pi &{\text{se}}\quad n\in {\text{PARI}}\subset I\!\!N\\2&{\text{se}}\quad n\in {\text{DISPARI}}\subset I\!\!N\end{cases}}}
Pertanto {\displaystyle V_{n}(1)=V_{n-1}(1)\,{\,(n-1)!!\, \over n!!}\,\sigma _{n}}
{\displaystyle V_{1}(1)=2=\sigma _{1}} (in questo caso la ipersfera centrata nell'origine di raggio {\displaystyle r} è semplicemente il segmento da {\displaystyle -r} ad {\displaystyle r} la cui lunghezza è {\displaystyle 2r})
{\displaystyle V_{2}(1)=V_{1}(1)\,{1!! \over \,2!!\,}\,\sigma _{2}={1 \over \,2!!\,}\,\sigma _{1}\,\sigma _{2}=\pi }
{\displaystyle V_{3}(1)=V_{2}(1)\,{2!! \over \,3!!\,}\,\sigma _{3}={1 \over \,2!!\,}\,{2!! \over \,3!!\,}\,\sigma _{1}\,\sigma _{2}\,\sigma _{3}={1 \over \,3!!\,}\,\sigma _{1}\,\sigma _{2}\,\sigma _{3}={\,4\, \over 3}\,\pi }
{\displaystyle V_{4}(1)=V_{3}(1)\,{3!! \over \,4!!\,}\,\sigma _{4}={1 \over \,3!!\,}\,{3!! \over \,4!!\,}\,\sigma _{1}\,\sigma _{2}\,\sigma _{3}\,\sigma _{4}={1 \over \,4!!\,}\,\sigma _{1}\,\sigma _{2}\,\sigma _{3}\,\sigma _{4}={\,1\, \over 2}\,\pi ^{2}}
{\displaystyle ...}
{\displaystyle V_{n}(1)={\,\sigma _{1}\,\sigma _{2}\,...\quad ...\,\sigma _{n}\, \over n!!}}
Ricordando la definizione di {\displaystyle \sigma _{n}} e che  {\displaystyle n!!={\begin{cases}2^{n \over 2}\,\left(\displaystyle {\,n\, \over 2}\right)!&{\text{se}}\quad n\in {\text{PARI}}\subset I\!\!N\\\\\displaystyle {n! \over \,2^{n-1 \over 2}\left(\displaystyle {\,n-1\, \over 2}\right)!\,}&{\text{se}}\quad n\in {\text{DISPARI}}\subset I\!\!N\end{cases}}}
{\displaystyle V_{n}(1)={\begin{cases}{\displaystyle {2^{n \over 2}\,\pi ^{n \over 2}} \over \,\,\displaystyle {2^{n \over 2}\,\left({\,n\, \over 2}\right)!\,}}&{\text{se}}\quad n\in {\text{PARI}}\subset I\!\!N\\\\{\displaystyle 2^{n+1 \over 2}\,\,\pi ^{n-1 \over 2} \over \quad {\displaystyle n! \over \,\,\,\displaystyle 2^{n-1 \over 2}\left({\,n-1\, \over 2}\right)!\,\,\,}\quad }&{\text{se}}\quad n\in {\text{DISPARI}}\subset I\!\!N\end{cases}}}{\displaystyle \qquad \Rightarrow \qquad V_{n}(1)={\begin{cases}{\displaystyle {\pi ^{n \over 2}} \over \,\displaystyle {\left({\,n\, \over 2}\right)!\,}}&{\text{se}}\quad n\in {\text{PARI}}\subset I\!\!N\\\\{\displaystyle \,\,\,2^{n}\,\,\pi ^{n-1 \over 2}\,\left({\,n-1\, \over 2}\right)!\,\,\, \over \displaystyle n!}&{\text{se}}\quad n\in {\text{DISPARI}}\subset I\!\!N\end{cases}}}

### Tabella di valori al variare del numero di dimensioni
| Numero di dimensioni n | Ipervolume {\displaystyle V_{n}(r)}                        | Misura ipersuperficiale {\displaystyle S_{n}(r)}          | Valore numerico {\displaystyle V_{n}(1)} | Valore numerico {\displaystyle S_{n}(1)} |
| 1                      | {\displaystyle 2r}                                         | {\displaystyle 2}                                         | 2,000.000.000                            | 2,000.000.000                            |
| 2                      | {\displaystyle \pi r^{2}}                                  | {\displaystyle 2\pi r}                                    | 3,141.592.654                            | 6,283.185.307                            |
| 3                      | {\displaystyle {\frac {4}{3}}\pi r^{3}}                    | {\displaystyle 4\pi r^{2}}                                | 4,188.790.205                            | 12,566.370.614                           |
| 4                      | {\displaystyle {\frac {1}{2}}\pi ^{2}r^{4}}                | {\displaystyle 2\pi ^{2}r^{3}}                            | 4,934.802.201                            | 19,739.208.802                           |
| 5                      | {\displaystyle {\frac {8}{15}}\pi ^{2}r^{5}}               | {\displaystyle {\frac {8}{3}}\pi ^{2}r^{4}}               | 5,263.789.014                            | 26,318.945.070                           |
| 6                      | {\displaystyle {\frac {1}{6}}\pi ^{3}r^{6}}                | {\displaystyle \pi ^{3}r^{5}}                             | 5,167.712.780                            | 31,006.276.680                           |
| 7                      | {\displaystyle {\frac {16}{105}}\pi ^{3}r^{7}}             | {\displaystyle {\frac {16}{15}}\pi ^{3}r^{6}}             | 4,724.765.970                            | 33,073.361.792                           |
| 8                      | {\displaystyle {\frac {1}{24}}\pi ^{4}r^{8}}               | {\displaystyle {\frac {1}{3}}\pi ^{4}r^{7}}               | 4,058.712.126                            | 32,469.697.011                           |
| 9                      | {\displaystyle {\frac {32}{945}}\pi ^{4}r^{9}}             | {\displaystyle {\frac {32}{105}}\pi ^{4}r^{8}}            | 3,298.508.903                            | 29,686.580.125                           |
| 10                     | {\displaystyle {\frac {1}{120}}\pi ^{5}r^{10}}             | {\displaystyle {\frac {1}{12}}\pi ^{5}r^{9}}              | 2,550.164.040                            | 25,501.640.399                           |
| 11                     | {\displaystyle {\frac {64}{10.395}}\pi ^{5}r^{11}}         | {\displaystyle {\frac {64}{945}}\pi ^{5}r^{10}}           | 1,884.103.879                            | 20,725.142.673                           |
| 12                     | {\displaystyle {\frac {1}{720}}\pi ^{6}r^{12}}             | {\displaystyle {\frac {1}{60}}\pi ^{6}r^{11}}             | 1,335.262.769                            | 16,023.153.226                           |
| 13                     | {\displaystyle {\frac {128}{135.135}}\pi ^{6}r^{13}}       | {\displaystyle {\frac {128}{10.395}}\pi ^{6}r^{12}}       | 0,910.628.755                            | 11,838.173.812                           |
| 14                     | {\displaystyle {\frac {1}{5.040}}\pi ^{7}r^{14}}           | {\displaystyle {\frac {1}{360}}\pi ^{7}r^{13}}            | 0,599.264.529                            | 8,389.703.410                            |
| 15                     | {\displaystyle {\frac {256}{2.027.025}}\pi ^{7}r^{15}}     | {\displaystyle {\frac {256}{135.135}}\pi ^{7}r^{14}}      | 0,381.443.281                            | 5,721.649.212                            |
| 16                     | {\displaystyle {\frac {1}{40.320}}\pi ^{8}r^{16}}          | {\displaystyle {\frac {1}{2.520}}\pi ^{8}r^{15}}          | 0,235.330.630                            | 3,765.290.086                            |
| 17                     | {\displaystyle {\frac {512}{34.459.425}}\pi ^{8}r^{17}}    | {\displaystyle {\frac {512}{2.027.025}}\pi ^{8}r^{16}}    | 0,140.981.107                            | 2,396.678.818                            |
| 18                     | {\displaystyle {\frac {1}{362.880}}\pi ^{9}r^{18}}         | {\displaystyle {\frac {1}{20.160}}\pi ^{9}r^{17}}         | 0,082.145.887                            | 1,478.625.959                            |
| 19                     | {\displaystyle {\frac {1.024}{654.729.075}}\pi ^{9}r^{19}} | {\displaystyle {\frac {1.024}{34.459.425}}\pi ^{9}r^{18}} | 0,046.621.601                            | 0,885.810.420                            |
| 20                     | {\displaystyle {\frac {1}{3.628.800}}\pi ^{10}r^{20}}      | {\displaystyle {\frac {1}{181.440}}\pi ^{10}r^{19}}       | 0,025.806.891                            | 0,516.137.828                            |
| ---------------------- | ---------------------------------------------------------- | --------------------------------------------------------- | ---------------------------------------- | ---------------------------------------- |

| {\displaystyle V_{n}(1)} · {\displaystyle n} · {\displaystyle V_{x}(1)} · {\displaystyle x} | {\displaystyle S_{n}(1)} · {\displaystyle n} · {\displaystyle S_{x}(1)} · {\displaystyle x} |

(La tabella vista poc'anzi deve essere modificata se si adopera la notazione utilizzata in topologia, vedi più avanti.)

### Considerazioni
Come si può notare, in entrambe le espressioni viste in precedenza per {\displaystyle V_{n}(r)} e per {\displaystyle S_{n}(r)}, l'esponente di {\displaystyle \pi } aumenta di una unità ogni volta che il numero di dimensioni aumenta di due unità, passando al numero pari successivo.
È anche interessante notare come, al tendere del numero di dimensioni ad infinito, ipervolume e misura ipersuperficiale tendano a zero indipendentemente dal raggio:
{\displaystyle \lim _{n\rightarrow +\infty }V_{n}(r)=\lim _{n\rightarrow +\infty }S_{n}(r)=0{\text{ , }}\forall r>0}
Nota Bene: Ciò non va interpretato pensando che, al crescere del numero {\displaystyle n} di dimensioni, l'ipersfera tenda a non occupare ipervolume, ma va semplicemente interpretato dicendo che il rapporto tra il suo ipervolume e quello dell'ipercubo {\displaystyle n}-dimensionale di lato unitario tende a zero. La spiegazione geometrica è che, fissato il raggio di una ipersfera e fissata la lunghezza del lato di un ipercubo, al crescere del numero di dimensioni, mentre il diametro dell'ipersfera resta costante, la diagonale dell'ipercubo cresce proporzionalmente a {\displaystyle {\sqrt {n}}}.
Quindi, fissato il raggio {\displaystyle r}, le funzioni {\displaystyle V_{n}(r)} ed {\displaystyle S_{n}(r)}, al crescere del numero {\displaystyle n} di dimensioni, prima raggiungono un valore massimo e poi decrescono indefinitamente. In particolare, nel caso dell'ipersfera di raggio unitario {\displaystyle r=1}, 
- l'ipervolume {\displaystyle V_{n}(1)} raggiunge il suo valore massimo per {\displaystyle n=5} dimensioni, mentre
- la misura ipersuperficiale {\displaystyle S_{n}(1)} raggiunge il suo valore massimo per {\displaystyle n=7} dimensioni, nel qual caso l'ipersuperficie è una varietà {\displaystyle 6}-dimensionale.

Un'altra considerazione particolare è la seguente: consideriamo due ipersfere nello spazio {\displaystyle n}-dimensionale, delle quali una di raggio {\displaystyle r} e l'altra di raggio minore {\displaystyle (1-\varepsilon )r}, essendo {\displaystyle 0<\varepsilon <1}. Il rapporto tra i due ipervolumi
{\displaystyle {\frac {V_{n}((1-\varepsilon )r)}{V_{n}(r)}}=(1-\varepsilon )^{n},}
fissato {\displaystyle r}, tende comunque a {\displaystyle 0}, al crescere del numero {\displaystyle n} di dimensioni, qualunque sia il valore (anche molto piccolo) scelto per {\displaystyle \varepsilon }, poiché {\displaystyle 1-\varepsilon <1}. Ciò si interpreta dicendo che, al crescere del numero di dimensioni, la maggior parte dell'ipervolume racchiuso nell'ipersfera tende a concentrarsi in prossimità dell'ipersuperficie. La stessa considerazione vale anche per altre figure geometriche {\displaystyle n}-dimensionali.
Notiamo, infine, che la relazione tra ipervolume e misura ipersuperficiale può essere riscritta anche nel modo seguente:
{\displaystyle V_{n}(r)=\int _{0}^{r}S_{n}(r')dr'=S_{n}(r)\cdot {\frac {r}{n}}}
Questa identità può essere interpretata come una generalizzazione al caso {\displaystyle n}-dimensionale della dimostrazione tramite infinitesimi che si applica per il volume della sfera ordinaria, considerando l'ipersfera come l'unione di infinite iperpiramidi {\displaystyle n}-dimensionali infinitesime aventi ciascuna il vertice nel centro dell'ipersfera e la base {\displaystyle (n-1)}-dimensionale che poggia sull'ipersuperficie; queste infinite iperpiramidi elementari riempiono tutto e solo l'ipervolume dell'ipersfera e l'ipervolume di ogni iperpiramide è:
{\displaystyle {\frac {{\mbox{misura ipersuperficiale di base}}\cdot {\mbox{altezza}}}{n}}}

#### Rappresentazione come coefficienti di Taylor
L'ipervolume della sfera unitaria {\displaystyle V_{n}(1)} può essere calcolato anche mediante l'{\displaystyle n}-esimo coefficiente nell'espansione di Taylor della funzione
{\displaystyle f(x)=e^{\pi x^{2}}(1+\mathrm {erf} (x{\sqrt {\pi }})),}
dove
{\displaystyle \mathrm {erf} (x)={\frac {2}{\sqrt {\pi }}}\int _{0}^{x}e^{-t^{2}}dt}
è la funzione degli errori. In particolare
{\displaystyle V_{n}(1)={\frac {f^{(n)}(0)}{n!}},\quad S_{n}(1)={\frac {f^{(n)}(0)}{(n-1)!}}}
dove stiamo includendo anche le definizioni {\displaystyle V_{0}(1):=1} (la cardinalità di un insieme composto da un singolo punto: la palla unitaria in dimensione 0) e {\displaystyle V_{1}(1):=2} (la lunghezza del segmento {\displaystyle (-1,1)}: la palla unitaria in dimensione 1).
Infatti, posta {\displaystyle B_{n}} la palla unitaria, applicando la formula di coarea riusciamo a scrivere (per ogni {\displaystyle n\geq 1})
{\displaystyle V_{n}(1)=\int _{B_{n}}1dx_{1}\ldots dx_{n}=V_{n-1}(1)\int _{-1}^{1}(1-t^{2})^{\frac {n-1}{2}}dt.}
Pertanto, sfruttando la convergenza totale della serie su ogni sottoinsieme chiuso e limitato di {\displaystyle \mathbb {R} }, scriviamo
{\displaystyle {\begin{aligned}\sum _{n=0}^{+\infty }V_{n}(1)x^{n}&=\sum _{k=0}^{+\infty }V_{2k}(1)x^{2k}+\sum _{k=0}^{+\infty }V_{2k+1}(1)x^{2k+1}=\sum _{k=0}^{+\infty }{\frac {\pi ^{k}x^{2k}}{k!}}+x\sum _{k=0}^{+\infty }V_{2k}(1)\int _{-1}^{1}(1-t^{2})^{k}x^{2k}dt\\&=e^{\pi x^{2}}+x\int _{-1}^{1}\sum _{k=0}^{+\infty }{\frac {\pi ^{k}(1-t^{2})^{k}x^{2k}}{k!}}dt=e^{\pi x^{2}}+x\int _{-1}^{1}e^{\pi (1-t^{2})x^{2}}dt\\&=e^{\pi x^{2}}+e^{\pi x^{2}}2x\int _{0}^{1}e^{-\pi t^{2}x^{2}}dt=e^{\pi x^{2}}+e^{\pi x^{2}}{\frac {2}{\sqrt {\pi }}}\int _{0}^{x{\sqrt {\pi }}}e^{-t^{2}}dt\\&=e^{\pi x^{2}}+e^{\pi x^{2}}\mathrm {erf} (x{\sqrt {\pi }})=e^{\pi x^{2}}(1+\mathrm {erf} (x{\sqrt {\pi }})).\end{aligned}}}
Osservando inoltre che {\displaystyle V_{n}(1)x^{n}=V_{n}(x)} si può riscrivere la somma come
{\displaystyle \sum _{n=0}^{+\infty }V_{n}(x)=e^{\pi x^{2}}(1+\mathrm {erf} (x{\sqrt {\pi }})).}
Infine, ponendo {\displaystyle x=1}, si ottiene
{\displaystyle \sum _{n=0}^{+\infty }V_{n}(1)=e^{\pi }(1+\mathrm {erf} ({\sqrt {\pi }}))\approx 45,999326.}

## I paradossi delle ipersfere
I cosiddetti paradossi delle ipersfere, impropriamente definiti tali, sono, in realtà, solo particolari proprietà geometriche degli spazi euclidei con numero di dimensioni elevato, in particolare, con numero di dimensioni maggiore di {\displaystyle 9}; l'appellativo di "paradossi" è dovuto al carattere apparentemente antiintuitivo di tali proprietà geometriche, se si opera un confronto con ciò che accade nello spazio {\displaystyle 3}-dimensionale ordinario.
Su alcuni testi sono indicati come paradossi di Moser, essendo stati probabilmente scoperti dal matematico austriaco naturalizzato canadese Leo Moser.

### Primo paradosso
Nel piano, cioè nello spazio euclideo a {\displaystyle n=2} dimensioni, {\displaystyle 2^{2}=4} cerchi di raggio {\displaystyle r} possono essere inseriti all'interno di un quadrato di lato {\displaystyle 4r}, in maniera tale da essere tangenti tra loro e tangenti ai lati del quadrato; tali cerchi si ottengono dividendo il quadrato di partenza in {\displaystyle 2^{2}=4} quadrati più piccoli di lato {\displaystyle 2r} e considerando i cerchi iscritti in questi quadrati più piccoli; così facendo, in prossimità del centro del quadrato di partenza, c'è ancora spazio per inserire un cerchio più piccolo di raggio {\displaystyle ({\sqrt {2}}-1)r}.
Nello spazio ordinario, cioè nello spazio euclideo a {\displaystyle n=3} dimensioni, {\displaystyle 2^{3}=8} sfere possono essere inserite all'interno di un cubo di lato {\displaystyle 4r}, in maniera tale da essere tangenti tra loro e tangenti alle facce del cubo; tali sfere si ottengono dividendo il cubo di partenza in {\displaystyle 2^{3}=8} cubi più piccoli di lato {\displaystyle 2r} e considerando le sfere iscritte in questi cubi più piccoli; così facendo, in prossimità del centro del cubo di partenza, c'è ancora spazio per inserire una sfera più piccola di raggio {\displaystyle ({\sqrt {3}}-1)r}.
Analogamente, nello spazio euclideo a {\displaystyle n=4} dimensioni, {\displaystyle 2^{4}=16} ipersfere {\displaystyle 4}-dimensionali possono essere inserite all'interno di un ipercubo {\displaystyle 4}-dimensionale di lato {\displaystyle 4r}, in maniera tale da essere tangenti tra loro e tangenti alle iperfacce {\displaystyle 3}-dimensionali dell'ipercubo; tali ipersfere {\displaystyle 4}-dimensionali si ottengono dividendo l'ipercubo {\displaystyle 4}-dimensionale di partenza in {\displaystyle 2^{4}=16} ipercubi {\displaystyle 4}-dimensionali più piccoli di lato {\displaystyle 2r} e considerando le ipersfere iscritte in questi ipercubi più piccoli; così facendo, in prossimità del centro dell'ipercubo di partenza, c'è ancora spazio per inserire un'ipersfera di raggio {\displaystyle ({\sqrt {4}}-1)r=r}, la quale, quindi, ha lo stesso raggio e non è più piccola delle altre.
In generale, nello spazio euclideo a {\displaystyle n} dimensioni, {\displaystyle 2^{n}} ipersfere {\displaystyle n}-dimensionali possono essere inserite all'interno di un ipercubo {\displaystyle n}-dimensionale di lato {\displaystyle 4r}, in maniera tale da essere tangenti tra loro e tangenti alle iperfacce {\displaystyle (n-1)}-dimensionali dell'ipercubo; tali ipersfere {\displaystyle n}-dimensionali si ottengono dividendo l'ipercubo {\displaystyle n}-dimensionale di partenza in {\displaystyle 2^{n}} ipercubi {\displaystyle n}-dimensionali più piccoli di lato {\displaystyle 2r} e considerando le ipersfere iscritte in questi ipercubi più piccoli; così facendo, in prossimità del centro dell'ipercubo di partenza, c'è ancora spazio per inserire un'ipersfera di raggio {\displaystyle ({\sqrt {n}}-1)r}.
È evidente che, a partire da {\displaystyle n=5} dimensioni, l'ipersfera centrale diventa più grande, cioè ha raggio maggiore, rispetto alle altre {\displaystyle 2^{n}} ipersfere.
A {\displaystyle n=9} dimensioni, poi, l'ipersfera centrale ha raggio {\displaystyle ({\sqrt {9}}-1)r=2r}, quindi ha diametro {\displaystyle 4r} uguale al lato dell'ipercubo che contiene tutte le ipersfere considerate, pertanto diviene tangente alle iperfacce {\displaystyle 8}-dimensionali di tale ipercubo; ciò nonostante, all'interno dell'ipercubo, in corrispondenza dei vertici, c'è ancora spazio per le altre {\displaystyle 2^{9}=512} ipersfere.
È evidente che, a partire da {\displaystyle n=10} dimensioni, l'ipersfera centrale non può più entrare nell'ipercubo considerato, poiché ha diametro maggiore di {\displaystyle 4r} e, pertanto, sporge all'esterno.

### Secondo paradosso
Nel piano, cioè nello spazio euclideo a {\displaystyle n=2} dimensioni, consideriamo una scacchiera, costituita da quadrati di lato {\displaystyle l}. Un cerchio circoscritto a ciascun quadrato della scacchiera ha diametro uguale alla lunghezza della diagonale del quadrato, ossia {\displaystyle l{\sqrt {2}}}, pertanto occupa parte dei quadrati adiacenti.
Nello spazio ordinario, cioè nello spazio euclideo a {\displaystyle n=3} dimensioni, consideriamo una scacchiera {\displaystyle 3}-dimensionale, costituita da cubi di lato {\displaystyle l}. Una sfera circoscritta a ciascun cubo della scacchiera ha diametro uguale alla lunghezza della diagonale del cubo, ossia {\displaystyle l{\sqrt {3}}}, pertanto occupa parte dei cubi adiacenti.
In generale, nello spazio euclideo a {\displaystyle n} dimensioni, consideriamo una scacchiera {\displaystyle n}-dimensionale, costituita da ipercubi {\displaystyle n}-dimensionali di lato {\displaystyle l}. Un'ipersfera {\displaystyle n}-dimensionale circoscritta a ciascun ipercubo della scacchiera ha diametro uguale alla lunghezza della diagonale dell'ipercubo, ossia {\displaystyle l{\sqrt {n}}}, pertanto occupa parte degli ipercubi adiacenti.
A {\displaystyle n=9} dimensioni, l'ipersfera circoscritta a ciascun ipercubo ha diametro uguale a {\displaystyle l{\sqrt {9}}=3l}, pertanto essa passa per i vertici dell'ipercubo a cui è circoscritta ma, contemporaneamente, è anche tangente alle iperfacce degli ipercubi adiacenti, le quali si trovano dalla parte opposta rispetto alle iperfacce in comune con l'ipercubo a cui è circoscritta l'ipersfera.
È evidente che, a partire da {\displaystyle n=10} dimensioni, l'ipersfera passa per i vertici dell'ipercubo a cui è circoscritta ma, contemporaneamente, sporge all'esterno degli ipercubi adiacenti.
Un altro fenomeno particolare accade già a partire da {\displaystyle n=4} dimensioni: in tal caso, ogni ipersfera circoscritta ha raggio uguale o maggiore di {\displaystyle l{\sqrt {4}}=2l}, pertanto include anche i centri degli ipercubi adiacenti. Si comprende allora che, dato un qualunque ipercubo della scacchiera {\displaystyle n}-dimensionale, esso risulta completamente occupato da tutte le ipersfere circoscritte agli ipercubi adiacenti; invece, in una scacchiera {\displaystyle 2}-dimensionale o {\displaystyle 3}-dimensionale, un qualunque quadrato o cubo non viene completamente occupato da tutti i cerchi circoscritti o da tutte le sfere circoscritte ai quadrati o ai cubi adiacenti.

## Notazione utilizzata in topologia
Come accennato in precedenza, in topologia, l'ipersfera rappresentata dal luogo di tutti i punti, nello spazio euclideo {\displaystyle n}-dimensionale, che hanno distanza {\displaystyle r} da un dato punto fissato {\displaystyle P}, essendo una varietà {\displaystyle (n-1)}-dimensionale, è indicata con  {\displaystyle S_{n-1}} invece che {\displaystyle S_{n}}, cioè si pone
{\displaystyle S_{n-1}=\left\{x\in \mathbb {R} ^{n}:\left\|x-P\right\|=r\right\}}
In alternativa, si può porre
{\displaystyle S_{n}=\left\{x\in \mathbb {R} ^{n+1}:\left\|x-P\right\|=r\right\}}
ossia si può considerare l'ipersfera rappresentata dal luogo di tutti i punti, nello spazio euclideo {\displaystyle (n+1)}-dimensionale, che hanno distanza {\displaystyle r} da un dato punto fissato {\displaystyle P}, la quale è una varietà {\displaystyle n}-dimensionale.
In topologia, la varietà {\displaystyle n}-dimensionale {\displaystyle S_{n}} così definita prende anche il nome di {\displaystyle n}-sfera.
Con tale convenzione, si ha, per esempio, che:
- l'{\displaystyle 1}-sfera {\displaystyle S_{1}} è una circonferenza
- la {\displaystyle 2}-sfera {\displaystyle S_{2}} è una superficie sferica ordinaria
- la {\displaystyle 3}-sfera {\displaystyle S_{3}} è un'ipersuperficie {\displaystyle 3}-dimensionale che rappresenta la frontiera di una palla {\displaystyle 4}-dimensionale.

Con la notazione utilizzata in topologia, la formula che esprime la misura ipersuperficiale si ottiene da quella vista in precedenza sostituendo {\displaystyle n} con {\displaystyle (n+1)}, cioè
{\displaystyle S_{n}(r)={\frac {2\pi ^{\frac {n+1}{2}}}{\Gamma ({\frac {n+1}{2}})}}r^{n}={\begin{cases}{\frac {\pi ^{\frac {n+1}{2}}r^{n}}{{\frac {1}{2}}\cdot \left({\frac {n-1}{2}}\right)!}},&{\mbox{per }}n{\text{ dispari}}\\{\frac {2^{{\frac {n}{2}}+1}\pi ^{\frac {n}{2}}r^{n}}{1\cdot 3\cdot \dots \cdot (n-1)}},&{\mbox{per }}n{\text{ pari}}\end{cases}}}
Applicando questa formula, si ottiene, per esempio, che:
- la misura {\displaystyle 1}-dimensionale di una {\displaystyle 1}-sfera, ossia la lunghezza di una circonferenza, è {\displaystyle 2\pi r};
- la misura {\displaystyle 2}-dimensionale di una {\displaystyle 2}-sfera, ossia l'area di una superficie sferica ordinaria, è {\displaystyle 4\pi r^{2}};
- la misura {\displaystyle 3}-dimensionale di una {\displaystyle 3}-sfera, ossia il volume di un'ipersuperficie ipersferica {\displaystyle 3}-dimensionale, è {\displaystyle 2\pi ^{2}r^{3}}.

e la tabella vista in precedenza deve essere modificata nel seguente modo:
| Numero di dimensioni n | Misura dell'{\displaystyle n}-sfera {\displaystyle S_{n}(r)} | Ipervolume racchiuso {\displaystyle V_{n+1}(r)}                | Valore numerico {\displaystyle S_{n}(1)} | Valore numerico {\displaystyle V_{n+1}(1)} |
| 1                      | {\displaystyle 2\pi r}                                       | {\displaystyle \pi r^{2}}                                      | 6,283.185.307                            | 3,141.592.654                              |
| 2                      | {\displaystyle 4\pi r^{2}}                                   | {\displaystyle {\frac {4}{3}}\pi r^{3}}                        | 12,566.370.614                           | 4,188.790.205                              |
| 3                      | {\displaystyle 2\pi ^{2}r^{3}}                               | {\displaystyle {\frac {1}{2}}\pi ^{2}r^{4}}                    | 19,739.208.802                           | 4,934.802.201                              |
| 4                      | {\displaystyle {\frac {8}{3}}\pi ^{2}r^{4}}                  | {\displaystyle {\frac {8}{15}}\pi ^{2}r^{5}}                   | 26,318.945.070                           | 5,263.789.014                              |
| 5                      | {\displaystyle \pi ^{3}r^{5}}                                | {\displaystyle {\frac {1}{6}}\pi ^{3}r^{6}}                    | 31,006.276.680                           | 5,167.712.780                              |
| 6                      | {\displaystyle {\frac {16}{15}}\pi ^{3}r^{6}}                | {\displaystyle {\frac {16}{105}}\pi ^{3}r^{7}}                 | 33,073.361.792                           | 4,724.765.970                              |
| 7                      | {\displaystyle {\frac {1}{3}}\pi ^{4}r^{7}}                  | {\displaystyle {\frac {1}{24}}\pi ^{4}r^{8}}                   | 32,469.697.011                           | 4,058.712.126                              |
| 8                      | {\displaystyle {\frac {32}{105}}\pi ^{4}r^{8}}               | {\displaystyle {\frac {32}{945}}\pi ^{4}r^{9}}                 | 29,686.580.125                           | 3,298.508.903                              |
| 9                      | {\displaystyle {\frac {1}{12}}\pi ^{5}r^{9}}                 | {\displaystyle {\frac {1}{120}}\pi ^{5}r^{10}}                 | 25,501.640.399                           | 2,550.164.040                              |
| 10                     | {\displaystyle {\frac {64}{945}}\pi ^{5}r^{10}}              | {\displaystyle {\frac {64}{10.395}}\pi ^{5}r^{11}}             | 20,725.142.673                           | 1,884.103.879                              |
| 11                     | {\displaystyle {\frac {1}{60}}\pi ^{6}r^{11}}                | {\displaystyle {\frac {1}{720}}\pi ^{6}r^{12}}                 | 16,023.153.226                           | 1,335.262.769                              |
| 12                     | {\displaystyle {\frac {128}{10.395}}\pi ^{6}r^{12}}          | {\displaystyle {\frac {128}{135.135}}\pi ^{6}r^{13}}           | 11,838.173.812                           | 0,910.628.755                              |
| 13                     | {\displaystyle {\frac {1}{360}}\pi ^{7}r^{13}}               | {\displaystyle {\frac {1}{5.040}}\pi ^{7}r^{14}}               | 8,389.703.410                            | 0,599.264.529                              |
| 14                     | {\displaystyle {\frac {256}{135.135}}\pi ^{7}r^{14}}         | {\displaystyle {\frac {256}{2.027.025}}\pi ^{7}r^{15}}         | 5,721.649.212                            | 0,381.443.281                              |
| 15                     | {\displaystyle {\frac {1}{2.520}}\pi ^{8}r^{15}}             | {\displaystyle {\frac {1}{40.320}}\pi ^{8}r^{16}}              | 3,765.290.086                            | 0,235.330.630                              |
| 16                     | {\displaystyle {\frac {512}{2.027.025}}\pi ^{8}r^{16}}       | {\displaystyle {\frac {512}{34.459.425}}\pi ^{8}r^{17}}        | 2,396.678.818                            | 0,140.981.107                              |
| 17                     | {\displaystyle {\frac {1}{20.160}}\pi ^{9}r^{17}}            | {\displaystyle {\frac {1}{362.880}}\pi ^{9}r^{18}}             | 1,478.625.959                            | 0,082.145.887                              |
| 18                     | {\displaystyle {\frac {1.024}{34.459.425}}\pi ^{9}r^{18}}    | {\displaystyle {\frac {1.024}{654.729.075}}\pi ^{9}r^{19}}     | 0,885.810.420                            | 0,046.621.601                              |
| 19                     | {\displaystyle {\frac {1}{181.440}}\pi ^{10}r^{19}}          | {\displaystyle {\frac {1}{3.628.800}}\pi ^{10}r^{20}}          | 0,516.137.828                            | 0,025.806.891                              |
| 20                     | {\displaystyle {\frac {2.048}{654.729.075}}\pi ^{10}r^{20}}  | {\displaystyle {\frac {2.048}{13.749.310.575}}\pi ^{10}r^{21}} | 0,292.932.159                            | 0,0139.491.504                             |
| ---------------------- | ------------------------------------------------------------ | -------------------------------------------------------------- | ---------------------------------------- | ------------------------------------------ |

Evidentemente, con questa notazione,
- la misura ipersuperficiale {\displaystyle S_{n}(1)} raggiunge il suo valore massimo per {\displaystyle n=6} dimensioni, corrispondente al caso della {\displaystyle 6}-sfera.

Inoltre, con la stessa notazione, la relazione tra ipervolume e misura ipersuperficiale si scrive: 
{\displaystyle V_{n}(r)=\int _{0}^{r}S_{n-1}(r')dr'=S_{n-1}(r)\cdot {\frac {r}{n}}}